# Base Aérea do Galeão
A Base Aérea do Galeão (BAGL), antiga designação para a atual ALA 11, é uma base da Força Aérea Brasileira localizada na Ponta do Galeão, Ilha do Governador, na cidade do Rio de Janeiro, capital do estado do Rio de Janeiro. A base aérea funciona nas mesmas instalações do Aeroporto Internacional do Galeão.

## Histórico
A Base Aérea do Galeão, foi criada em 10 de maio de 1923 pelo Governo Federal que desapropriou terrenos na Ilha do Governador para estabelecer o Centro de Aviação Naval, uma unidade da Marinha de Guerra; a denominação passou a ser "Base de Aviação Naval do Rio de Janeiro" onde esteve sediada a "Escola de Aviação Naval" (EAvN) até sua desativação em 25 de março de 1941.
A partir da criação da Força Aérea Brasileira em 22 de maio de 1941, a "Base de Aviação Naval" foi extinta e foi criada a "Base Aérea do Galeão" – BAGL que teve um papel importante durante a Segunda Guerra Mundial; hoje em dia a Base Aérea do Galeão está subordinada ao III COMAR.
Desde 2023 porta a insígnia de Bandeira da Ordem do Mérito Militar, concedida pelo presidente Luiz Inácio Lula da Silva.

## Unidades aéreas
Em 2014, operavam na Base Aérea do Galeão as seguintes unidades da FAB:
- 1° Esquadrão do 1° Grupo de Transporte de Tropa (1°/1° GTT), o Esquadrão Coral, com aeronaves C-130 (Lockheed C-130 Hercules).
- 2º Esquadrão do 1° Grupo de Transporte de Tropa (2°/1° GTT), o Esquadrão Cascavel, com aeronaves C-130 (Lockheed C-130 Hercules).
- 1° Esquadrão do 1° Grupo de Transporte (1°/1° GT), o Esquadrão Gordo, com aeronaves C-130 e KC-130 (Lockheed C-130 Hercules) sendo a versão KC-130 capacitada para reabastecimento em voo (REVO).[1]
- 1° Esquadrão do 2° Grupo de Transporte (1°/2° GT), o Esquadrão Condor, com aeronaves C-99A (Embraer ERJ-145)[1]
- 2° Esquadrão do 2° Grupo de Transporte (2°/2° GT), o Esquadrão Corsário, com aeronaves KC-137 (Boeing 707-320C) [até 2013] de reabastecimento em voo (REVO) e C-767 (Boeing 767-300ER) [a partir de 2016].[1]
- Batalhão de Infantaria Especial do Galeão (BINFAE-GL), encarregado da guarnição do Galeão.